# Euchalinus respondens
Euchalinus respondens là một loài tò vò trong họ Ichneumonidae.